# Silent Spring
Silent Spring (no Brasil/Portugal: Primavera Silenciosa) é um livro escrito por Rachel Carson e publicado pela editora Houghton Mifflin em Setembro de 1962. O livro é amplamente creditado como tendo ajudado no lançamento do movimento ambientalista.
O New Yorker começou a editar Silent Spring em Junho de 1962, tendo sido publicado em forma de livro mais tarde nesse ano. Quando o livro Silent Spring foi publicado, Rachel Carson era já uma escritora bem conhecida na área da história natural, mas não tinha sido previamente uma crítica social. O livro foi amplamente lido, especialmente após a seleção pelo Book-of-the-Month Club e após a presença na lista de best-sellers, tendo inspirado ampla preocupação pública com os pesticidas e poluição do ambiente natural. Silent Spring facilitou o banimento do pesticida DDT em 1969 na Suíça e  em 1972 nos Estados Unidos.
O livro documentou o efeitos deletérios dos pesticidas no ambiente, particularmente em aves. Carson disse que tinha sido descoberto que o DDT causava a diminuição da espessura das cascas de ovos, resultando em problemas reprodutivos e em morte. Também acusou a indústria química de disseminar desinformação e de se aceitar as argumentações dessa indústria de maneira pouco crítica.
Silent Spring tem sido colocado em muitas listas de melhores livros não-ficcionais do século XX. No Modern Library List of Best 20th-Century Nonfiction era número 5 e número 78 no conservador National Review. Mais recentemente, Silent Spring foi nomeado um dos 25 maiores livros de ciência de todos os tempos pelos editores da Discover Magazine.
Uma sequência, Beyond Silent Spring, com co-autoria de H.F. van Emden e David Peakall, foi publicada em 1996.